# Dorota Żyżelewicz
Dorota Sylwia Żyżelewicz z d. Karwaszewska (ur. 27 sierpnia 1970 w Szubinie) – polska technolożka żywienia, profesor Politechniki Łódzkiej.

## Życiorys
Dorota Żyżelewicz maturę zdała w 1989 w III Liceum Ogólnokształcącym we Włocławku. W latach 1990–1995 studiowała w zakresie technologii żywności i żywienia człowieka na Wydziale Chemii Spożywczej i Biotechnologii Politechniki Łódzkiej, uzyskując tytuł magistra na podstawie pracy „Wpływ składu i czasu konszowania na właściwości reologiczne polewy kakaowej”. W 2005 doktoryzowała się tamże, broniąc pracę „Wpływ składu surowcowego na właściwości mas czekoladowych” (promotorka – Ewa Nebesny). W 2015 habilitowała się, przedstawiając dzieło „Bioaktywne składniki w półproduktach i wyrobach cukierniczych”. W 2021 otrzymała tytuł profesora nauk rolniczych w dyscyplinie technologia żywności i żywienia.
Bezpośrednio po studiach Żyżelewicz pracowała na stanowisku głównego technologa w produkującym słodycze zakładzie PPHU „Bomilla” we Włocławku. W 1996 została asystentką w Zakładzie Technologii Skrobi i Cukiernictwa macierzystego Wydziału. Od 2019 pracuje na stanowisku profesora uczelni.
Członkini Polskiego Towarzystwa Technologów Żywności (od 1996), Komitetu Nauk o Żywności i Żywieniu Polskiej Akademii Nauk przy Wydziale II Nauk Biologicznych i Rolniczych PAN (od 2016), Functional Food Foundation (Fundacja Żywności Funkcjonalnej; od 2019).
Wyróżniona m.in.: nagrodą Polmos Żyrardów za pracę doktorską (2006), Brązowym Medalem za Długoletnią Służbę (2010), Medalem Komisji Edukacji Narodowej (2013), szeregiem nagród rektora PŁ.